# Raoul Dautry

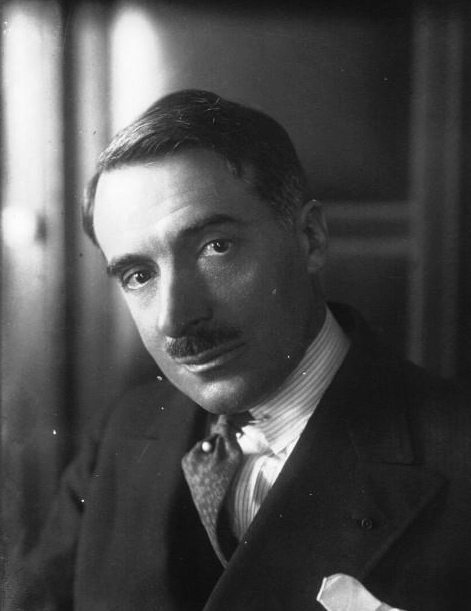
Raoul Dautry 1928

Raoul François Dautry (* 16. September 1880 in Montluçon; † 21. August 1951 in Lourmarin) war ein französischer Ingenieur und Politiker, der eine bedeutende Rolle im französischen Eisenbahnwesen und in den Anfängen der französischen Kerntechnik spielte.

## Leben
Dautry studierte ab 1900 an der École polytechnique und war dann Ingenieur bei der Eisenbahngesellschaft Chemin de Fer du Nord. In dieser Funktion war er auch im Ersten Weltkrieg an der Konstruktion der Nachschub-Eisenbahnlinien für die Front wesentlich beteiligt. Zum Beispiel entstand unter seiner Leitung in nur hundert Tagen eine neue Eisenbahnlinie von Beauvais an die Front der Marne-Schlacht 1914. Dautry war 1928 bis 1937 Generaldirektor der staatlichen Eisenbahnverwaltung und nach Gründung der SNCF war er 1938 in deren Leitungsrat. Er war verantwortlich für den Bau verschiedener Gartenstädte für die Eisenbahnbeschäftigten. In den Zwischenkriegsjahren war er auch in mehreren Aufsichtsräten bedeutender französischer Firmen. Vom 20. September 1939 bis zum 16. Juni 1940 war er Rüstungsminister in Frankreich unter Édouard Daladier und Paul Reynaud. Dabei sandte er auch 1940 eine Delegation nach Norwegen (mit den Physikern Hans von Halban, Lew Kowarski), die die Vorräte an schwerem Wasser vor dem Zugriff der Deutschen sichern sollte und diese auf einem Zerstörer (Milan) über Brest nach England brachte. Während der deutschen Besatzung Frankreichs zog er sich nach Lourmarin im Département Vaucluse in der unbesetzten Zone zurück, wo er seit 1932 ein Haus hatte und regelmäßig in den Ferien war. 1945 bis 1951 war er Bürgermeister von Lourmarin.
Nach der Befreiung wurde er unter de Gaulle von November 1944 bis Januar 1946 Minister für Wiederaufbau und Stadtentwicklung und initiierte unter anderem den Wiederaufbau des Hafens von Le Havre. Danach war er Generaldirektor der französischen Atomenergiekommission (Commissariat à l'énergie atomique, CEA) und war in dieser Funktion an der Gründung von dessen Forschungszentrum in Saclay beteiligt.
Er war Großoffizier der Ehrenlegion und ab 1946 Mitglied der Académie des sciences morales et politiques. 1949/50 war er erster Präsident der Europäischen Bewegung Frankreich.
Ein Platz in Paris vor dem Bahnhof Montparnasse ist nach ihm benannt.